# Pedraza (Monterroso)
Pedraza (llamada oficialmente Santa María de Pedraza) es una parroquia y una aldea española del municipio de Monterroso, en la provincia de Lugo, Galicia.

## Otras denominaciones
La parroquia también es conocida por el nombre de Santa Mariña de Pedraza.

## Organización territorial
La parroquia está formada por seis entidades de población:
- Gontá (Gontá de Arriba)
- Gundín
- Pedraza
- San Cristovo
- San Lourenzo
- Vilarfonxe

## Demografía

### Parroquia
| Gráfica de evolución demográfica de Pedraza (parroquia) entre 2000 y 2020 |
|                                                                           |
| Datos según el nomenclátor publicado por el INE.                          |

### Aldea
| Gráfica de evolución demográfica de Pedraza (aldea) entre 2000 y 2020 |
|                                                                       |
| Datos según el nomenclátor publicado por el INE.                      |